# دير سان فيليبي الملكي
دير سان فيليبي الملكي هو دير قديم في مدريد يعود إلى رهبان الأوغسطينيين المُحَلَّقين، وكان يقع عند بداية شارع مايور، بجانب بوابة الشمس. بُني بين القرنين السادس عشر والسابع عشر، وكان مبنيًا على قاعدة كبيرة محاطة بحواجز حديدية، حيث كان يوجد أشهر مكان لتبادل الأحاديث والشائعات في المدينة والمعروف باسم "درجات سان فيليبي". من بين نزلائه المشهورين كان الراهب لويس دي ليون. وكان يقع مقابل قصر أونيتي.

## التاريخ
في الوقت الحاضر، يُعتبر مبنى "كاسا كورديرو" ثاني أقدم مبنى في تنظيم بوابة الشمس.
يمكن إرجاع بدايات الدير إلى عام ١٥٣٩، عندما اقترح فرانسيسكو أوسوريو على بلدية مدريد إنشاء دير لرهبان الأوغسطينيين المحلقين. رفض رئيس أساقفة طليطلة، خوان مارتينيث سيليسيو، الطلب بحجة وجود ديرين آخرين للرهبان المتسولين في مدريد: دير سان فرانسيسكو ودير سيدة أتوكا. ومع ذلك، اضطر رئيس الأساقفة في النهاية إلى الموافقة بعد توسلات من شخصيات مقربة من العائلة المالكة مثل الأمير فيليبي، وماريا إسبيرانزا دي أراغون (عمة كارلوس الأول ورئيسة دير أوغسطينيّات سيدة النعمة في مادريغال دي لاس ألتاس توريس)، وليونور دي ماسكاريناس.
تأسس دير الأوغسطينيين "سان فيليبي الملكي" في عام ١٥٤٧ بناءً على مرسوم من البابا بولس الثالث في ٢٠ يونيو. كُرس المعبد للقديس فيليبي الرسول نظرًا لأن الأمير فيليبي كان مولعًا به. لبناء الدير، استُخدم جزء من قطعة أرض كانت ملكًا لكونت أورغاز تقع بالقرب من شارع عريض في بوابة الشمس، وقد تبرع بها للراهبين مقابل إنشاء كنيسة صغيرة. وكان مدخل الدير يقع في محور شارع إيسبارتيروس الحالي.
في البداية، بُنيت كنيسة خشبية تم افتتاحها في ١٤ مارس ١٥٤٥. صُممت الكنيسة حسب مخططات لويس وغازبار دي فيغا. وللتغلب على اختلاف مستوى الأرض، بُني المبنى فوق منصة أو "لونجا"، وتحتها كانت توجد سلسلة من المحلات الصغيرة أو "كوڤاتشويلاس" التي كانت تستخدم كأسواق. وقد منح البلدية هذه المساحة المحيطة بالدير بشرط أن تبقى خالية وأن تُستخدم لأغراض عامة فقط.
في ٢٢ أغسطس ١٦٢٢، تم اغتيال خوان دي تاسيس إي بيرالتا، كونت فيياميدينا، على باب القصر المجاور لأونيتي.
تعرضت الكنيسة لحريق عام ١٧١٨ وتعرض المجمع كله لأضرار بالغة خلال حرب الاستقلال. وبعد مصادرة ممتلكات الكنائس في عهد منديسابال، تم هدم الدير في عام ١٨٣٨ لتوسيع شارع مايور، وبُني مكانه أول مبنى شقق في المدينة، وهو "كاساس دي كورديرو" (١٨٤٢-١٨٤٥).

## درجات سان فيليبي
في القرن السادس عشر، كان للدير أسوار قوية لعزل الحياة الرهبانية عن الضجيج الخارجي لبوابة الشمس. أدى تصميم الواجهة على يد المهندس المعماري خوان جوتيريث توريبيو إلى وجود مساحة بها درجات تعرف باسم "لونجا دي سان فيليبي". كانت هذه المساحة ملتقى سكان مدريد لتبادل الأخبار، والشائعات، والقيل والقال، والاختراعات، والأسرار، والآراء. لهذا السبب سُميت بـ"المينتيديرو" (مكان الشائعات) في مدريد. كما كانت درجات سان فيليبي مكانًا لتجنيد الجنود المرسلين إلى الأراضي المنخفضة الإسبانية خلال حرب فلاندرز. في أحد الأيام، انهار الشرفة بسبب كثافة الحشد الذي تجمع لمشاهدة سجن شخص مدان، مما تسبب في سقوط ضحايا وجرحى.

## الخصائص
كان الفناء الداخلي الدائري على الطراز النهضوي من بين أجمل الأفنية في مدريد. بالإضافة إلى اللونجا المعروفة مع الدرج التي كانت تسمى "المينتيديرو"، كان للدير تحت أرضيته أروقة تسمى "كوڤاتشويلاس" حيث كانت تُعرض مختلف السلع مثل الألعاب والكتب في أسواق صغيرة.